# Ash Stymest
 (septembre 2019).
Ashley Stymest, dit Ash Stymest, né le 31 juillet 1991 en Angleterre, est un mannequin, acteur et musicien anglais.

## Biographie
Ash Stymest grandit à Coney Hall (quartier du Grand Londres dans le quartier londonien de Bromley). 
Il fréquente d'abord la Charles Darwin School, puis la Ravens Wood School, dans le quartier londonien de Bromley. 

## Carrière

### Mannequin
Sa carrière de mannequin commence lorsqu'il est recruté par Hedi Slimane en 2008. La même année, il est photographié par Slimane pour la couverture japonaise de Vogue Hommes japonais, c'est sa première apparition sur une couverture de magazine.
Ash Stymest apparait sur la couverture de magazines internationaux et de divers défilés de mode. Il travaille avec de célèbres créateurs de mode tels que John Galliano, Karl Lagerfeld, Moschino, Saint Laurent et Alexander McQueen, entre autres. Il apparait dans les campagnes de Dr. Martens, Esprit, Topman, H & M, Pringle of Scotland et plus encore. 
En 2015, il signe avec l’agence de mannequins The Lions NY. Plus tard, Ash Stymest découvre le mannequin Simone "Slick Wood" Thompson et l'aide à lancer sa carrière dans la mode[réf. souhaitée].

### Musique
De 2010 à 2011, Ashley présente une émission sur MTV UK intitulée MTV Bang.
Il commence à jouer de la musique à l'âge de 12 ans et il fait alors partie du groupe Mannequins. Il fonde ensuite son propre groupe, Bones, où il joue de la batterie. Il commence à écrire de la musique pour d'autres artistes. En 2011, Stymest enregistre un album avec son groupe. En 2014, il apparaît avec le groupe de filles coréennes 2NE1 dans le clip vidéo du titre Gotta Be You.
En décembre 2018, Ash Stymest signe un contrat avec Interscope Records North America et Universal International. Son premier EP devrait sortir en 2019. En avril 2019, il signe avec une agence artistique malaisienne, Rocketfuel Entertainment, qui dirigera sa carrière musicale dans la région asiatique.

### Cinéma
Ash Stymest apparaît pour la première fois en tant qu'acteur aux côtés de Hafsia Herzi, dans un film indépendant français Sex Doll (Amoureux Solitaires), réalisé par Sylvie Verheyde. Le film sort en décembre 2016.

### Vie privée
Ash Stymest a entretenu une relation amoureuse avec Lily-Rose Depp, de 2015 à 2018.